# Верхнетавричанский (Орловский район)
Верхнетавричанский — хутор в Орловском районе Ростовской области.
Входит в состав Красноармейского сельского поселения.

## География
На хуторе имеется одна улица — Пушкинская.

## История
Согласно первой Всесоюзной переписи населения 1926 года население хутора составило 360 человек, из них украинцы — 350. На момент переписи хутор входил в состав Куберлеевского сельсовета Пролетарского района Сальского округа Северо-Кавказского края.

## Население
Динамика численности населения
| 1926 | 2002 |
| ---- | ---- |
| 360  | 104  |

| 2010 |
| ---- |
| 96   |

## Достопримечательности
Территория Ростовской области была заселена ещё в эпоху неолита. Люди, живущие на древних стоянках и поселениях у рек, занимались в основном собирательством и рыболовством. Степь для скотоводов всех времён была бескрайним пастбищем для домашнего рогатого скота. От тех времен осталось множество курганов с захоронениями жителей этих мест. Курганы и курганные группы находятся на государственной охране.
Поблизости от территории хутора Верхнетаврического Орловского района расположено несколько достопримечательностей — памятников археологии. Они охраняются в соответствии с Федеральным законом от 25.06.2002 N 73-ФЗ «Об объектах культурного наследия (памятниках истории и культуры) народов Российской Федерации», Областным законом от 22.10.2004 N 178-ЗС «Об объектах культурного наследия (памятниках истории и культуры) в Ростовской области», Постановлением Главы администрации РО от 21.02.97 N 51 о принятии на государственную охрану памятников истории и культуры Ростовской области и мерах по их охране и др.
- Курган «Верхнетаврический I». Находится на расстоянии около 6,0 км к северо-востоку от хутора Верхнетаврического.

- Курганная группа «Верхнетаврический II». Состоит из 3 курганов. Находится на расстоянии около 1,5 км к юго-востоку от хутора Верхнетаврического.

- Курганная группа «Нижнетаврический II» из 3 курганов. Находится на расстоянии около 0,5 км к западу от хутора Верхнетаврического[5].